# جنگل (روستا)
 جنگل  روستای کوچکی از توابع بخش مرکزی شهرستان بندر لنگه در استان هرمزگان واقع در جنوب ایران.

## محدوده روستای جنگل
از شمال باورد، از جنوب بستانه، از مغرب گارستانه، و از سمت مشرق به شناس محدود می‌کردد.

## جمعیت
جمعیت آن در حدود ۷۰ نفر است که از اهل سنت و از پیروان امام محمد ادریس شافعی هستند و بزبان عربی تکلم می‌کنند.
دارای مسجد، آب‌انبار ( برکه ]) و دبستان است.

## کشاورزیودامداری
مردم این روستا به کشاورزی دامداری اشتغال دارند.
و همچنین از کوه‌های اطراف هیزم می‌آورند و در روستاهای اطراف می‌فروشند، و از این راه گذران زندگی می‌کنند.